# Peter Watts (road mánager)
Peter Anthony Watts (Bedford, Inglaterra, 16 de enero de 1946–Londres, Inglaterra, 2 de agosto de 1976) fue un road manager e ingeniero de sonido inglés que trabajó con la banda de rock progresivo Pink Floyd.

## Vida y carrera
Watts nació en Bedford el 16 de enero de 1946, hijo de Jane P. G. (apellido de soltera Rolt) y Anthony Watts. Tenía un hermano mayor, Michael y una hermana menor, Patricia. Su madre, Jane, contraería matrimonio de nuevo con Anthony Daniells en 1989.
Watts era cónyuge de Myfanwy Roberts, una vendedora de antigüedades y diseñadora de escenarios y disfraces inglesa, hija de un galés y una australiana. Con ella tuvo dos hijos, Ben (n. 1967) y Naomi (n. 1968).
Watts trabajó para The Pretty Things antes de unirse a Pink Floyd como su primer road mánager experimentado.Aparece junto a Alan Styles, otro plomo, en la contratapa del álbum Ummagumma (1969), en frente del furgón de la banda y de todos sus equipos acomodados en una pista del Aeropuerto de Biggin Hill, con el propósito de imitar los dibujos transversales de aviones militares y sus cargas útiles, que gozaban de cierta popularidad en aquel entonces. Su contribución al álbum The Dark Side of the Moon (1973) fueron las repetidas risas durante las canciones "Speak to Me" y "Brain Damage". Corresponden a la voz de su esposa, Patricia, la frase «Yeah, I was definitely in the right, that geezer was cruisin' for a bruisin'» pronunciada en la transición entre "Money" y "Us and Them", así como las palabras «I never said I was frightened of dying», que pueden oírse hacia el final de "The Great Gig in the Sky".
En 1974 dejó de trabajar con Pink Floyd y se reconcilió con Myfanwy.
El 2 de agosto de 1976 fue encontrado muerto en un apartamento en Notting Hill, Londres, presuntamente debido a una sobredosis de heroína.